# 小行星8268
小行星8268（8268 Goerdeler）是一颗绕太阳运转的小行星，为主小行星带小行星。该小行星于1987年9月29日发现。

## 轨道参数
小行星8268的轨道半长轴为2.7561885 UA，离心率为0.048。